# Association des planétariums de langue française
 (mars 2024).
L'Association des Planétariums de Langue Française (APLF) est une association créée, sous l'impulsion d'Agnès Acker, en 1989 lors du colloque de Méribel qui regroupe la plupart des planétariums français, dans le but de renforcer les liens entre le monde des planétariums et les astronomes professionnels, et développer les planétariums en favorisant rencontres et échanges. L'APLF réunit actuellement 110 membres représentant 22 planétariums. La rencontre annuelle constitue un temps fort, riche en informations et en moments de détente conviviale.
Elle a son siège au Planétarium d'Épinal.
Outre la majeure partie des planétariums français, l'APLF regroupe des planétariums d'autres pays : la Belgique (Bruxelles et Genk), le Canada (Montréal), l'Italie (Brescia), la Suisse (Zurich), l'Espagne (Barcelone), etc. Elle crée des partenariats avec les constructeurs de planétarium et les fournisseurs de contenus. L'APLF est également représentant affiliée à l'International planetarium society.
L'un de ses rôles consiste à fédérer les activités des différentes structures qui sont membres, d'établir un lien entre les planétariums français et le Ministère (Recherche). Elle coproduit des spectacles spécifiques de planétarium, en partenariat avec des institutions officielles (CNES, ESO, ESA). Outre son site internet, elle publie tous les ans une revue à l'usage de ses membres mais également à destination des élus et différents représentants de structures nationales ou internationales. 
Chaque année l'APLF réunit un colloque qui se tient dans une ou plusieurs villes possédant un planétarium.
En 2018, l'APLF et l'IPS font un colloque conjoint (national et international) puisque Toulouse accueille l'IPS meeting (biennal) et le colloque annuel de l'APLF.
| Numéro | Villes                                                    | Année |
| 1      | Strasbourg (Conseil de l'Europe)                          | 1984  |
| 2      | Paris (Palais de la découverte)                           | 1986  |
| 3      | Nantes                                                    | 1987  |
| 4      | Paris (La Villette)                                       | 1988  |
| 5      | Méribel                                                   | 1989  |
| 6      | Nice                                                      | 1990  |
| 7      | Pleumeur-Bodou                                            | 1991  |
| 8      | Garching (Allemagne)                                      | 1992  |
| 9      | Saint-Étienne                                             | 1993  |
| 10     | Poitiers                                                  | 1994  |
| 11     | Val d'Oule                                                | 1995  |
| 12     | Reims                                                     | 1996  |
| 13     | Marseille et Montréal (Canada)                            | 1997  |
| 14     | Paris                                                     | 1998  |
| 15     | Strasbourg                                                | 1999  |
| 16     | Toulouse                                                  | 2000  |
| 17     | Brescia (Italie)                                          | 2001  |
| 18     | Villeneuve-d'Ascq, Bruxelles et Genk                      | 2002  |
| 19     | La Hague (Ludiver)                                        | 2003  |
| 20     | Saint-Étienne et Vaulx-en-Velin                           | 2004  |
| 21     | Nantes + l'IPS pour les petits planétariums               | 2005  |
| 22     | Montpellier                                               | 2006  |
| 23     | Marseille, Aix-en-Provence et Saint-Michel-l'Observatoire | 2007  |
| 24     | Épinal                                                    | 2008  |
| 25     | Paris, Marly le Roi                                       | 2009  |
| 26     | Dijon                                                     | 2010  |
| 27     | Cappelle-la-Grande                                        | 2011  |
| 28     | Pleumeur-Bodou                                            | 2012  |
| 29     | Saint-Michel-l'Observatoire                               | 2013  |
| 30     | Lucerne (avec les allemands et les Italiens)              | 2014  |
| 31     | Reims                                                     | 2015  |
| 32     | La Coupole d'Helfaut                                      | 2016  |
| 33     | Paris (La Villette + Palais de la découverte)             | 2017  |
| 34     | Toulouse (Cité de l'Espace) avec l'IPS meeting            | 2018  |
| 35     | Le Bourget (Musée de l'Air et de l'Espace)                | 2019  |
| 36     | La Hague (Ludiver) reporté en 2021 (Covid-19)             | 2020  |
|        | La Hague (Ludiver)                                        | 2021  |
| 37     | La Coupole d'Helfaut                                      | 2022  |
| 38     | Saint-Michel-l'Observatoire (Centre d'Astronomie)         | 2023  |
| 39     | Strasbourg (Planétarium de Strasbourg)                    | 2024  |
| 40     | Genk (Kattevennen Cosmodrome)                             | 2025  |

Sur son site internet, l'APLF héberge également le répertoire mondial des planétariums : le Worldwide Planetariums Database (WPD).